# Сухоречье (Новоторъяльский район)
 Сухоречье  — деревня в Новоторъяльском районе Республики Марий Эл. Входит в состав Масканурского сельского поселения.

## География
Находится в северо-восточной части республики Марий Эл на расстоянии приблизительно 13 км по прямой на север-северо-восток от районного центра посёлка Новый Торъял.

## История
В 1744 году в деревне Сухая Речка было 2 дома, 45 человек. В 1766 году в 10 домах было 63 человека. В 1801 году деревня входила в Толманское волостное правление Уржумского уезда Вятской губернии, и в ней насчитывалось 23 двора. В 1877 году числилось 35 домов, имелись красильня, магазин, мельница на реке Толмань. В 1905 году было 43 двора, проживали 233 жителя, в 1920 году 256 человек, в 1939 году в 298 жителей. В 1970 году в Сухоречье проживали 76 жителей. В 1981 году насчитывались 33 хозяйства, 107 человек, в 1988 году — 45 человек, 19 домов, из них 3 пустующих. В 2002 году имелось 12 дворов. В советское время работали колхозы «2-я пятилетка», имени Ворошилова, «Совет», «Толмань», совхоз «Заречный», позднее КДП «Совет».
Уроженцем Сухоречья является Мосунова Евдокия Петровна (1919—1997), хозяйственный, государственный и политический деятель, Герой Социалистического Труда.

## Население
Население составляло 31 человек (русские 52 %, мари 48 %) в 2002 году, 16 в 2010.